# Pycreus camagueyensis
Pycreus camagueyensis är en halvgräsart som först beskrevs av Nathaniel Lord Britton, och fick sitt nu gällande namn av Tetsuo Michael Koyama. Pycreus camagueyensis ingår i släktet Pycreus och familjen halvgräs. Inga underarter finns listade i Catalogue of Life.